# Cupressus abramsiana
Cyprès de Santa Cruz
Espèce
Synonymes
- Callitropsis abramsiana (C.B. Wolf) D.P. Little[2]
- Callitropsis abramsiana (C.B.Wolf) D.P.Little[3]
- Cupressus abramsiana C.B.Wolf[3]
- Cupressus abramsiana[4]
- Cupressus goveniana subsp. abramsiana (C.B.Wolf) A.E.Murray[3]
- Cupressus goveniana var. abramsiana (C.B. Wolf) Little[2]
- Hesperocyparis abramsiana (C.B. Wolf) Bartel[2]
- Hesperocyparis abramsiana (C.B.Wolf) Bartel[3]
- Hesperocyparis goveniana var. abramsiana Callitropsis abramsiana (C.B.Wolf) D.P.Little (préféré par NCBI)[4]
- Neocupressus goveniana var. abramsiana (C.B.Wolf) de Laub.[3]

Cupressus abramsiana, le Cyprès de Santa Cruz, est un arbre résineux de la famille des Cupressacées originaire de Californie.

## Liste des sous-espèces
Selon Tropicos (27 août 2019) (Attention liste brute pouvant contenir des synonymes) :
- sous-espèce Cupressus abramsiana subsp. abramsiana
- sous-espèce Cupressus abramsiana subsp. butanoensis Silba
- sous-espèce Cupressus abramsiana subsp. locatellii Silba
- sous-espèce Cupressus abramsiana subsp. neolomondensis Silba
- sous-espèce Cupressus abramsiana subsp. opleri Silba

## Habitats
Régions maritimes à hivers doux.